# Noël sans Rodney
Noël sans Rodney (titre original : Christmas Without Rodney) est une nouvelle d'Isaac Asimov publiée pour la première fois en décembre 1988 dans Isaac Asimov's Science Fiction Magazine. Elle est disponible en France dans le recueil de nouvelles Nous les robots.

## Résumé
Rapportée à la première personne, Noël sans Rodney met en scène le personnage principal de Howard, marié depuis une quarantaine d’années à Gracie. Le couple vit « à l’ancienne », avec un robot ancienne génération, Rodney. Pour les fêtes de Noël, Gracie souhaite donner congé à Rodney pour qu’il puisse se reposer.
À l’arrivée de DeLancey, le fils, ainsi que sa femme Hortense et leur enfant LeRoy, il est fait remarquer de façon désobligeante que Rodney est dépassé. Aussi, Hortense souhaite que leur robot personnel, Rambo, aide aux tâches ménagères pour les fêtes. Cependant, Rambo est habitué aux cuisines dernier-cri tout équipées, et ne parvient pas à retrouver ses marques dans la maison d’Howard. Aussi, il est décidé de demander à Rodney de décrire les instructions à réaliser. Au départ, Rambo semble peu incliné, et c’est donc Howard qui sert d’intermédiaire entre les deux robots : il est impossible à Rambo de ne pas suivre les ordres donnés par Howard, en vertu de la Deuxième Loi de la robotique.
Maltraité par le petit LeRoy au cours des fêtes, Rodney avoue quelque temps plus tard à Howard qu’il lui est arrivé de souhaiter ardemment que les Lois de la robotique n’existent pas, laissant Howard avec un cas de conscience.